# 한국응용곤충학회
한국응용곤충학회(The Korean Society of Applied Entomology)는 곤충학, 선충학, 응애학 및 농약학 등에 관련되는 제 분야의 발전과 기술보급을 꾀함을 목적으로 설립된 사단법인이다. 사무실은 경기도 수원시 팔달구 수성로 92, 별관 209호 (화서동, 농민회관)에 있다.

## 연혁
- 1962년 : 한국식물보호학회 창립
- 1988년 : 한국응용곤충학회로 명칭 변경

## 주요 사업
- 연구발표회와 강연회 개최
- 회지 및 기타 출판물 간행
- 회원의 업적 표창
- 기타 본 회의 목적달성에 필요한 사업